# Guo Jingjing
Guo Jingjing (郭晶晶S; Baoding, 15 ottobre 1981) è un'ex tuffatrice cinese.

## Biografia
Ha iniziato a tuffarsi all'età di sei anni. Ha partecipato per la prima volta alle Olimpiadi di Atlanta nel 1996, senza però portare a casa medaglie. La sua prima vittoria è stata nel 1998 ai Giochi Asiatici di Bangkok dove ha ottenuto l'oro nel trampolino 3 metri.
Nel 2000 ha preso parte alle Olimpiadi di Sydney, dove ha vinto due argenti nel trampolino 3 metri e nel trampolino sincro. Alle Olimpiadi di Atene nel 2004 ha vinto con Wu Minxia l'oro nel sincro e il suo primo oro nell'individuale.
Nelle Olimpiadi di Pechino 2008 ha conquistato la medaglia d'oro nel trampolino 3 metri con un punteggio complessivo di 415.35, davanti alla russa Julija Pachalina e alla connazionale Wu Minxia. Nel sincro Guo e Wu Minxia hanno vinto l'oro, davanti alle russe Julija Pachalina e Anastasia Pozdnyakova.
Ai mondiali di nuoto è stata imbattuta dal 2001 al 2009, ottenendo 10 medaglie d'oro. Si è ritirata nel gennaio 2011.

## Palmarès
- Giochi olimpici

Sydney 2000: argento nel trampolino 3 m e nel sincro 3 m.
Atene 2004: oro nel trampolino 3 m e nel sincro 3 m.
Pechino 2008: oro nel trampolino 3 m e nel sincro 3 m.
- Mondiali di nuoto

Perth 1998: argento nel trampolino 3 m.
Fukuoka 2001: oro nel trampolino 3 m e nel sincro 3 m.
Barcellona 2003: oro nel trampolino 3 m e nel sincro 3 m.
Montreal 2005: oro nel trampolino 3 m e nel sincro 3 m.
Melbourne 2007: oro nel trampolino 3 m e nel sincro 3 m.
Roma 2009: oro nel trampolino 3 m e nel sincro 3 m.
- Giochi asiatici

Bangkok 1998: oro nel trampolino 3 m.
Busan 2002: oro nel trampolino 3 m e nel sincro 3 m.
Doha 2006: oro nel sincro 3 m.

### Coppa del Mondo
- Vincitrice della Coppa del Mondo del trampolino 1 m nel 2002 e nel 2006
- Vincitrice della Coppa del Mondo del trampolino 3 m nel 2000 e nel 2002
- Vincitrice della Coppa del Mondo del sincro 3 m nel 1999, nel 2004, nel 2006 e nel 2008